# Roberto Berardi (politician)
Roberto Berardi (n. 4 iunie 1972, Grosseto, Toscana, Italia) este un politician italian, senatorul al Italiei din 9 martie 2018 până în 13 octombrie 2022.